# ペパーミント
ペパーミント（英名：Peppermint、学名：Mentha x piperita L.）は、シソ科ハッカ属の多年草。和名はコショウハッカ（標準和名）、セイヨウハッカ。中国名は、辣薄荷。スペアミントとウォーターミントの交雑種であるといわれる。原産地はヨーロッパ大陸である。ほとんど無毛で葉には葉柄があり、花序の花輪の間が離れており、花輪の下の包葉が小さくて目立たないのがこの種の特徴である。
ハーブの一種であり、独特のメントール臭がする。ヨーロッパ、アラビアで、葉を摘み取って乾燥させたものを薬草や薬味として使用したり、花を枝ごと水蒸気蒸留して精油を抽出して香料として利用されてきた。ペパーミント由来の香料は菓子に広く使われ、またハーブティーにも用いられる。
同名の青緑色をした酒はリキュールの一種でペパーミント油をアルコール液に溶かし、砂糖および各種の芳香油エッセンスなどを基礎とし、オリーブ緑、マラキット緑などの色素で着色する。

## 歴史
ヨーロッパ原産。17世紀の末にイギリスで本種が認められたのが始まり。栽培は、1750年ごろからイギリスのサリー州のミッチャム付近で始められ、この地域が長く栽培の中心地となってきた。その後、栽培はイギリスの他の地域にも広がり、さらにオランダやフランスなどのヨーロッパ諸国にも広まっていった。さらに、栽培地は広がりを見せ、現在ではアメリカ合衆国やカナダ、オーストラリアでも栽培が行われている。
日本にも導入はされたが、商業生産はほとんど行われておらず、生葉を香辛料野菜として用いることも極限られている。北村四郎は雑誌『植物分類地理』（1937年）で、「M. piperita Huds, がほうぼうで野生化している…」と記している。

## 特徴
多年生草本で、全草に芳香があり、香料植物として栽培される。地中を伸びる地下茎で増殖し、冬季になると地上部だけ枯れて、根株だけで越冬する。草丈は約10 - 80センチメートル (cm) になり、茎は4陵があり、ほとんど無毛である。
葉は長さ0.5 - 1.5 cmの葉柄がついて対生し、葉身は長さ7.5 cmほどの披針形で、基部を除く葉縁には大きめに揃った鋸歯がある。
花期は夏から秋（7 - 8月）。花は枝先に穂状になってつく輪状散房花序で、一つの輪生する花の集団（花輪）には10 - 25個の花が並んでつく。果実期には花輪と花輪の間が明らかに隔離し、各花輪の基部には小さくて目立たない包葉がつく。花冠は薄紫紅色から淡紫色で、先が4裂する。雄蕊は4個で花口よりも外へ突き出す。萼は筒型で無毛、先が5裂して裂片は狭い三角形になる。
低温に対して良く耐える性質がある。長日植物で、日長が短い場合は地上部は伸びず、地下茎が伸びる。また、長日下では茎が伸びて開花し、限界日長は15時間以上といわれている。そのため、低緯度地域ではほとんど栽培されていない。
精油成分には、主にメントールとメントンであり、その他にメントフラン、シネオール、リモネン、ネオメントール、ネオメントンなどが含まれる。ニホンハッカに比べると、メントール（ハッカ脳）の含有量は50 - 60％と低い。

## 栽培方法

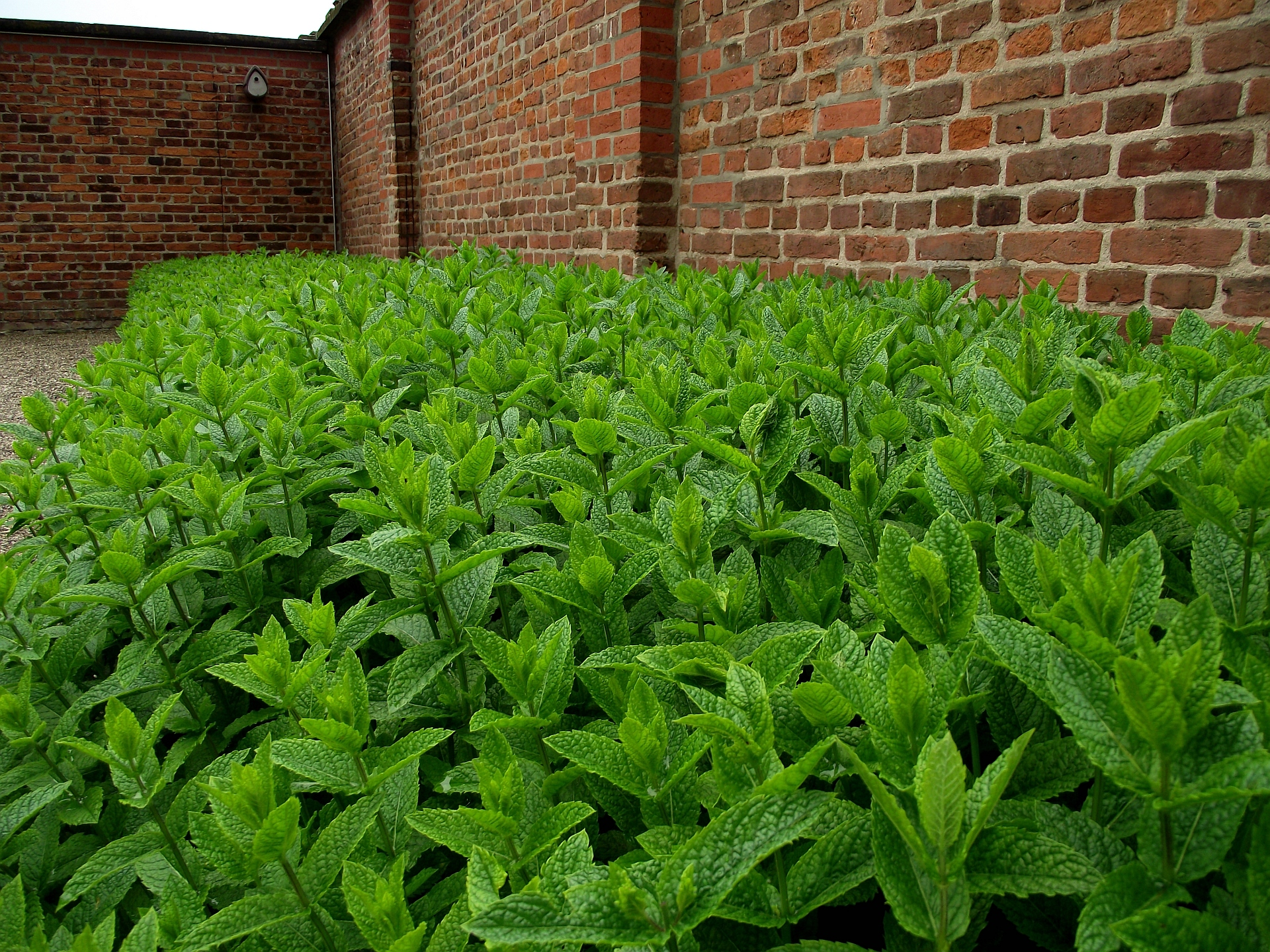
ペパーミントで埋め尽くされた土地

繁殖は播種、挿し木、株分けによる方法がある。
種子は春（4月ごろ）にまき、5日後ほどで発芽する。苗を育てていく段階では、水分がやや多めに管理したほうが良い苗を得られやすくなる。本葉が4枚ほどになったら鉢に仮植えし、苗が10 cmくらいになったら定植する。株間は40 - 45 cmくらいあけるとよいとされる。挿し木は極めて容易で、切りとって水に挿しておけば1週間ほどで発根する。株分けは早春に根株を掘り起こして地下茎を切り離して植え付ける。あるいは、春に若い芽が出てから、親株から若い芽を切り離して間隔を空けて植え付ける。
生葉を利用するときは、必要に応じていつでも枝を切りとって収穫する。精油を集めるときは、7月ごろに花が咲き始めたら地上部を刈り取って、水蒸気蒸留で精油を抽出する。
水気のある状態を保てば容易に発芽し、地下茎でも爆発的に増えるので、苗から育てる場合は1株購入すれば充分である。注意点として、雑草以上に生命力が強いハーブであることが挙げられる。地下茎は柔らかくて切れやすいので、増えすぎたものを引き抜いても、地中に地下茎が一部でも残っていればあっというまに増殖する。したがって、他の花と一緒に花壇に植える場合は、共存させるために工夫が必要となる。植える範囲を限定したい場合は、あらかじめ波形プラスチック板や木製の合板などを用意して、深さ20～30cmほどの仕切りをもうけておくとよい。また、アップルミント（Apple mint）と寄せ植えを行なう場合、ペパーミントよりもアップルミントの方が更に繁殖力が強いためアップルミントに駆逐されてしまうので、その点も注意を要する。

### 栽培品種
葉や茎が紫色の色素がある「ブラック」と、紫色の色素が入っていない緑色の「ホワイト」がある。ブラックのほうが生育旺盛であるが、品質面ではホワイトのほうが優れるとされる。

## 利用

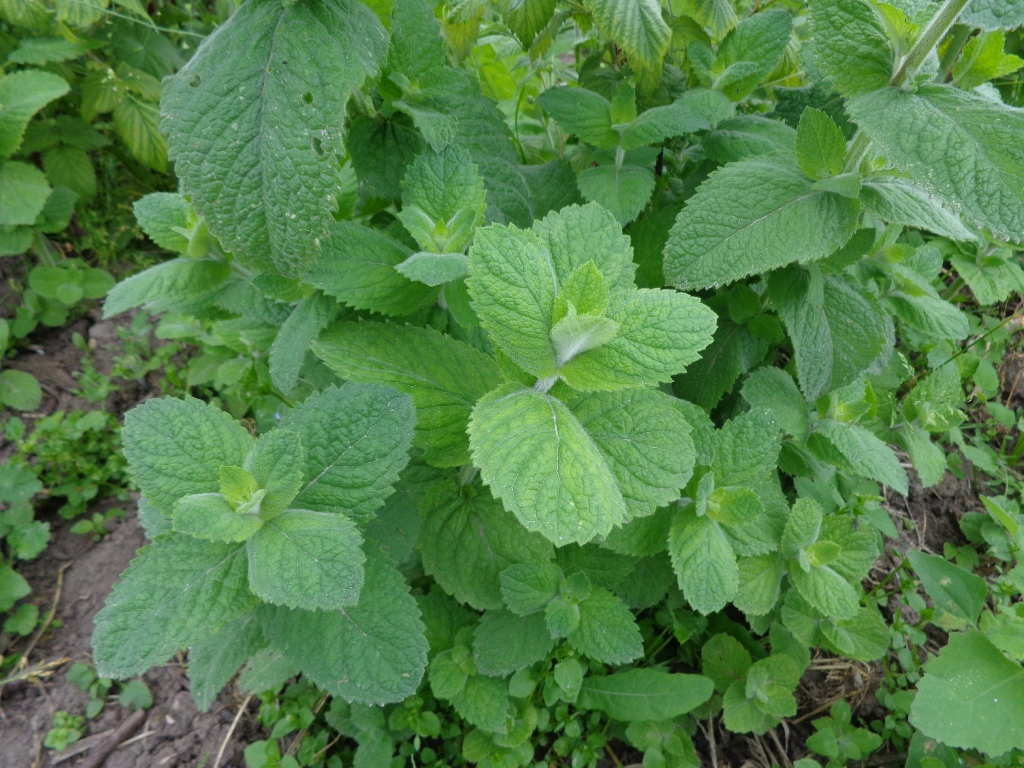
ペパーミントの葉

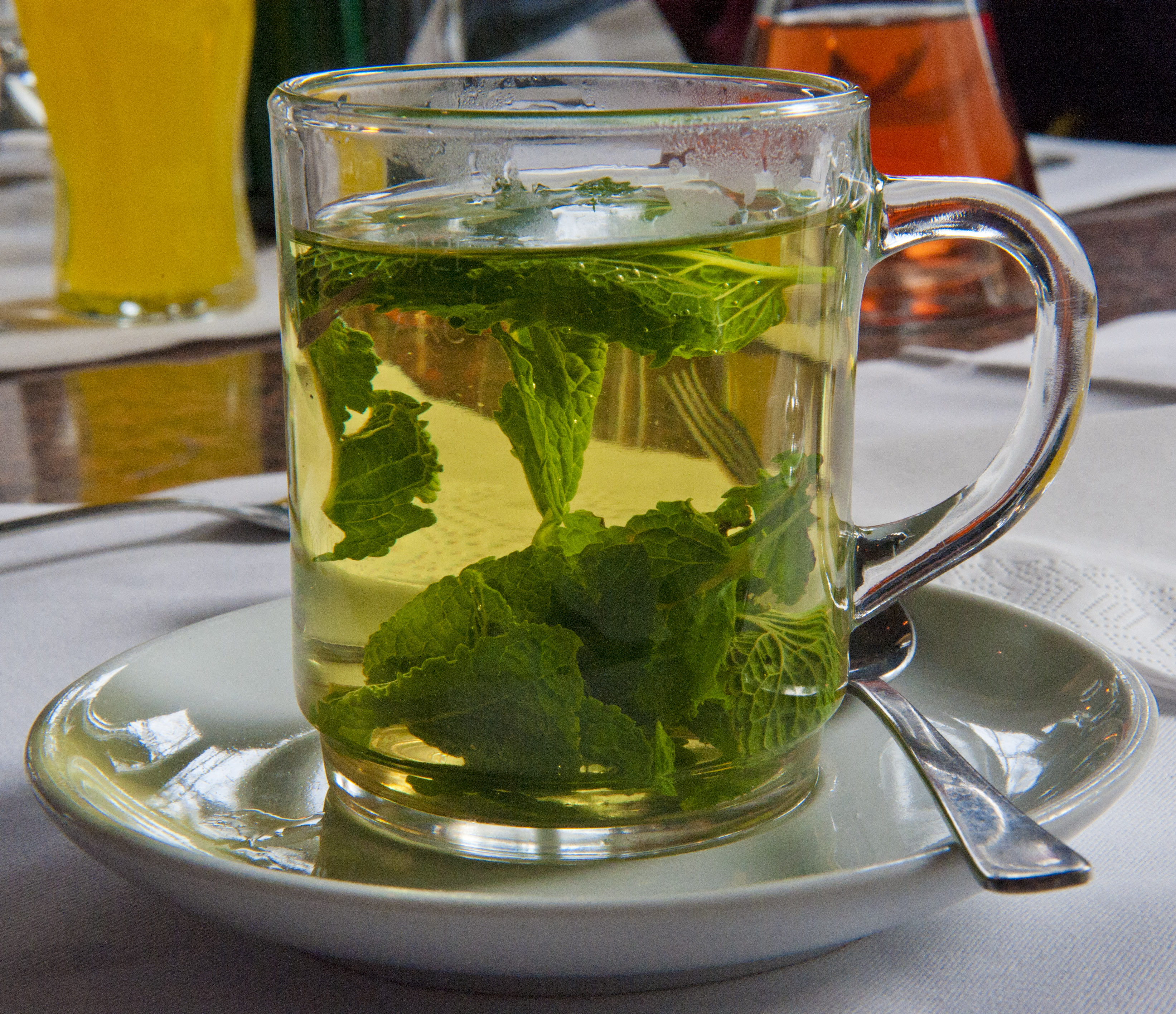
ペパーミントのハーブティ

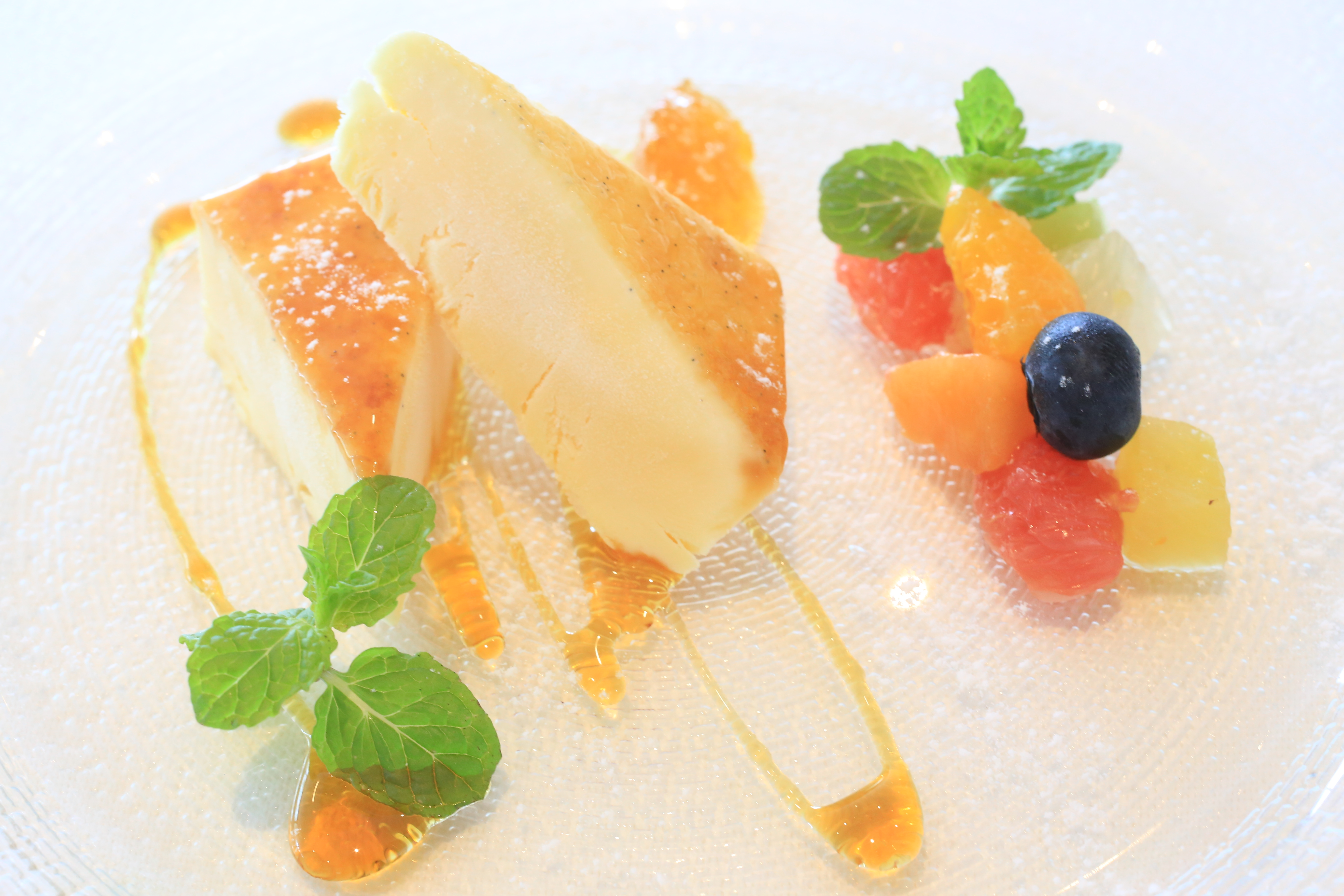
ペパーミントが添えられたドルチェ(イタリアのデザート)

### ハーブとしての利用
ペパーミントやスペアミントなどのハッカ属は、古代ギリシア、ローマで浴用香料として、また食物や飲料の風味付けに使われた。ローマ人がイギリスに持ち込んだハーブの内、ハッカ類は一番の人気を保ち、9世紀に修道院の庭で栽培されていた。ペパーミントは、西洋では古くから軽い病気の薬として、健胃、制吐、抗痙攣、発汗を促して体を冷やす、病後の回復などの目的で使われた。
生葉と乾燥葉は、ソース、ケーキ、ハーブティーなどに広く利用されている。

### 精油の利用
食品に対して生葉よりも精油のほうがより広く使われている。清涼飲料、菓子、サラダなどに加えられたり、茶のようにして飲むこともある。爽快で涼しさを感じさせるので用途が広く、タバコに加えることもある。
精油（一般名：セイヨウハッカ油もしくはペパーミント油）やこれに含まれるメントールは、イギリスでは消化不良や気管支炎、過敏性腸症候群の治療薬として、いくつかの医薬品に使われている。ただし、過敏性腸症候群への有効性には疑問が残るといわれる。また、局所麻酔や筋肉痛時の反対刺激剤としても用いられる。アロマテラピーでは気分をリフレッシュさせる、高揚させる、落ち着かせる、またニキビや皮膚炎、喘息、消化不良、歯痛など様々な効能が唱えられている。2011年時点では、アロマテラピーでいわれる精油の効能は科学的に証明されていない。

### 毒性
精油は皮膚に対して刺激性がある可能性があり、紅斑性皮疹、頭痛、徐脈、筋肉の震顫および運動失調などの過敏性反応が報告されている。特発性心房細動、喘息の悪化を引き起こした例がある。メントールを含む軟膏を使用したことによる呼吸器の強い痛みや、少数ではあるがチアノーゼも報告されている。ミントティーによる幼児の中毒例（うち1例は死亡）があるが、これはプレゴンを多く含む種であるペニーロイヤルによるものと考えられる。